# 孫式立
孫式立（？—），中國外交官、學者、UFO專家。歷任中國UFO研究會理事長、世界華人UFO聯合會理事长、國際UFO聯合会（紐約）主席等職。

## 生平

### 早年
曾經擔任中國共產黨中央委員會主席毛澤東的西班牙語翻譯。

### UFO研究
1971年，孫式立在農村勞作時目擊過UFO（不明飛行物），當時他以為是某種監控裝置，直到多年後才明白那是UFO。
1980年中國UFO研究會成立，孫式立是首批會員，後來也擔任過該會之第三屆理事長。《中國大百科全書》中「不明飛行物」條目即由他所撰寫:261。1999年，世界華人UFO聯合會成立，當選理事长。2005年，首屆世界UFO大會在大連市舉行，擔任大會主席。2013年，以見證人身分出席在美國首都華盛頓特區舉行的公民揭祕聽證會。
孫式立曾表示：「經過多年研究之後，包括我自己在內的大量中國UFO學者都相信UFO的真實性以及UFO和外星人的存在。」